# M1917 (штык-нож)
M1917 — американский штык-нож, разработанный специально для использования с винтовкой M1917 Enfield и рядом других образцов американского стрелкового оружия времён Первой мировой войны.

## Описание
Штык-нож создан на основе штык-ножа образца 1913 года (предшественник — британский штык-нож образца 1907 года), крепившегося к британской винтовке Pattern 1914 Enfield, выпускавшейся с 1917 года по лицензии в США. Вариант M1917 Enfield, переделанный специально под калибр 7,62 × 63 мм, как раз и предусматривал крепление нового штыка M1917.
Длина штык-ножа — 555 мм, длина лезвия — 435 мм, ширина — 34 мм. Внутренний диаметр кольца для крепления штыка — 15,5 мм. Рукоять образована деревянными щёчками, на которые нанесены две поперечные бороздки; щёчки рукояти скрепляются с хвостовиком двумя винтами. В головке рукояти есть Т-образный паз, пружинная защёлка с внутренним расположением спиральной пружины и сквозное отверстие для чистки паза. Крестовина штыка прямая, на левой пяте клинка штыка есть маркировка с наименованием модели и производителя, на правой пяте — год производства и инспекционные штампы. Штампы производителя могут размещаться также на кожаной поверхности ножен, железных деталях прибора и кожаной лопасти ножен. Для штыка создавались ножны американского образца с вращающейся скобой и кожаной лопастью на ней, а также английского образца без скобы и без лопасти (образец No. 1).
В связи с разными диаметрами колец для крепления штыка штык-нож M1917 не совместим с винтовками Springfield M1903 (использовался M1905) и M1 Garand.

## Боевое применение
Штык M1917 использовался Армией США на Западном фронте Первой мировой войны. Изначально разработанный как штык-нож для M1917 Enfield, он был совместим и с рядом других винтовок, поскольку позволял успешно драться врукопашную в условиях окопной войны.
Позже он применялся в Банановых войнах, а также во Второй мировой войне — производившиеся новые винтовки были совместимы преимущественно с этим штыком. Позже он применялся в Корейской войне, а в 1966 году неожиданно был подписан контракт на поставку новой партии штыков американским войскам во Вьетнам. Производство новых штыков велось компаниями General Cutlery и Canadian Arsenals Ltd., однако штыки ограниченно применялись в войне во Вьетнаме.
M1917 был заменён новыми штык-ножами — M5 для гладкоствольного ружья Stevens Model 77E и M7 для гладкоствольного ружья Remington 870 Mk 1 (Корпус морской пехоты США).

## Совместимые винтовки
- M1917 Enfield
- Winchester Model 1897
- Winchester Model 1912
- Stevens Model 520-30
- Stevens Model 620
- Remington Model 10
- Ithaca Model 37
- Winchester Model 1200